# Miklós Haraszti
Miklós Haraszti (* 2. Januar 1945 in Jerusalem) ist ein ungarischer Schriftsteller, Dissident, Journalist und Politiker.

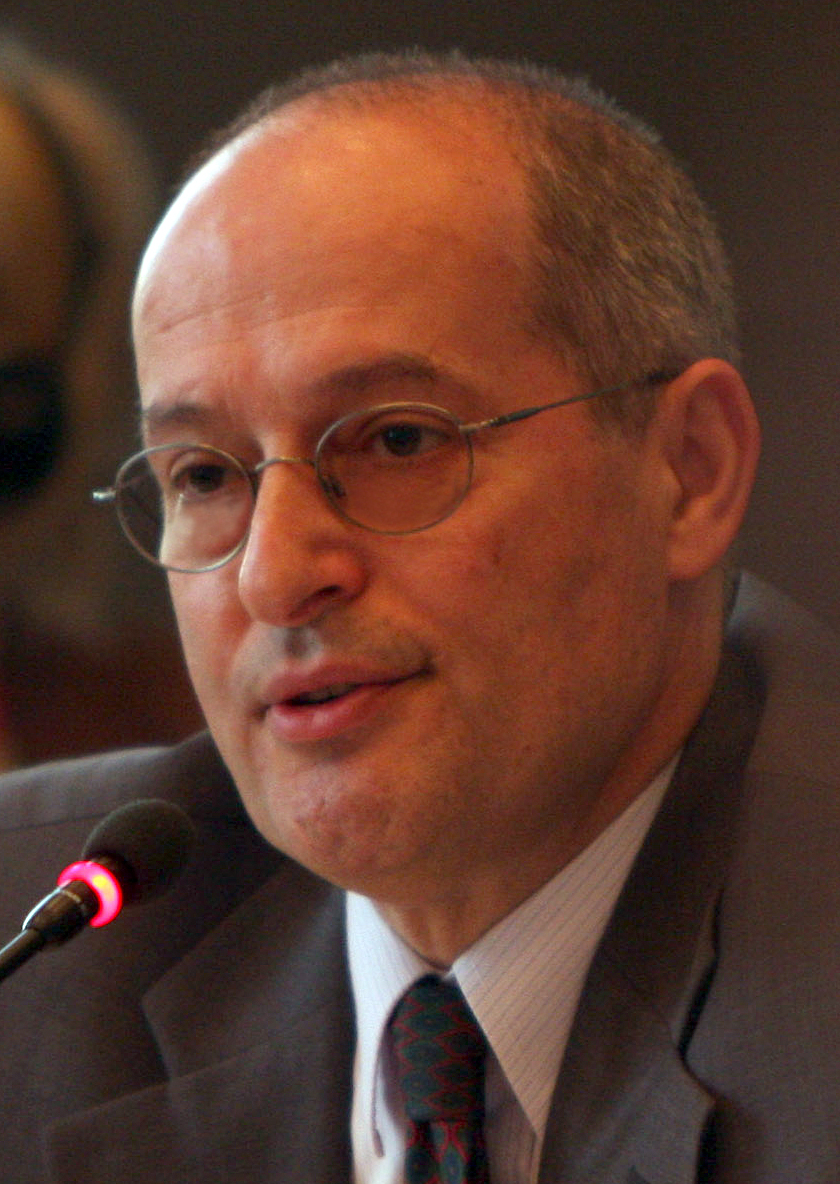
Miklós Haraszti (2008)

## Leben
Miklós Haraszti studierte Philosophie und Literatur an der Universität Budapest und war 1976 Mitbegründer der ungarischen Oppositionsbewegung. 1981 bis 1989 arbeitete er als Redakteur der ungarischen Untergrundzeitschrift Beszélő, er war Mitautor verschiedener Erklärungen osteuropäischer Dissidenten zu Menschenrechtsverletzungen. 1990 vertrat er den SZDSZ am „Runden Tisch“ der Ungarischen Revolution und war Abgeordneter in der ersten Legislaturperiode des freien ungarischen Parlaments.
Miklós Haraszti war von März 2004 bis März 2010 für (die maximal zulässigen) zwei Amtszeiten OSZE-Beauftragter für die Freiheit der Medien der Organisation für Sicherheit und Zusammenarbeit in Europa.
Zurzeit ist er Adjunct Professor an der School of International & Public Affairs an der Columbia Law School in New York.
Seit 2012 war er UN-Sonderberichterstatter für Belarus. Am 1. November 2018 wurde er von der französischen Politologin und Osteuropaexpertin Anaïs Marin abgelöst.

## Werke
- Költők, dalok, forradalmak, Zenemükiadó, Budapest 1969.
- Stücklohn. Übersetzung Georg Sallay, Vorwort Heinrich Böll, Rotbuch Verlag, Berlin 1975, auf Ungarisch: Darabbér, Paris : Magyar Füzetek Kiadása, 1980
- L'Artiste d'Etat : de la censure en pays socialiste, Paris : Fayard, 1983, auf Deutsch: Der Staatskünstler. Übersetzung Molli Sauer, Rotbuch Verlag, Berlin 1984, auf Ungarisch A cenzúra esztétikája, 1986.
- The Velvet Prison : artists under state socialism,  New York : Basic Books, 1987.
- Kései bevezetés a Kádár-rendszerbe, 1980/1990.
- The Handshake Tradition: A Decade of Consensus Politics Bears Liberal Fruit in Hungary-- But What Next?  In: Sorin Antohi, Vladimir Tismaneanu (Hrsg.): Between Past and Future: The Revolutions of 1989 and Their Aftermath. Budapest 2000, S. 272–279.